# 扎馬霍拉
48°6′8″N 24°49′18″E / 48.10222°N 24.82167°E

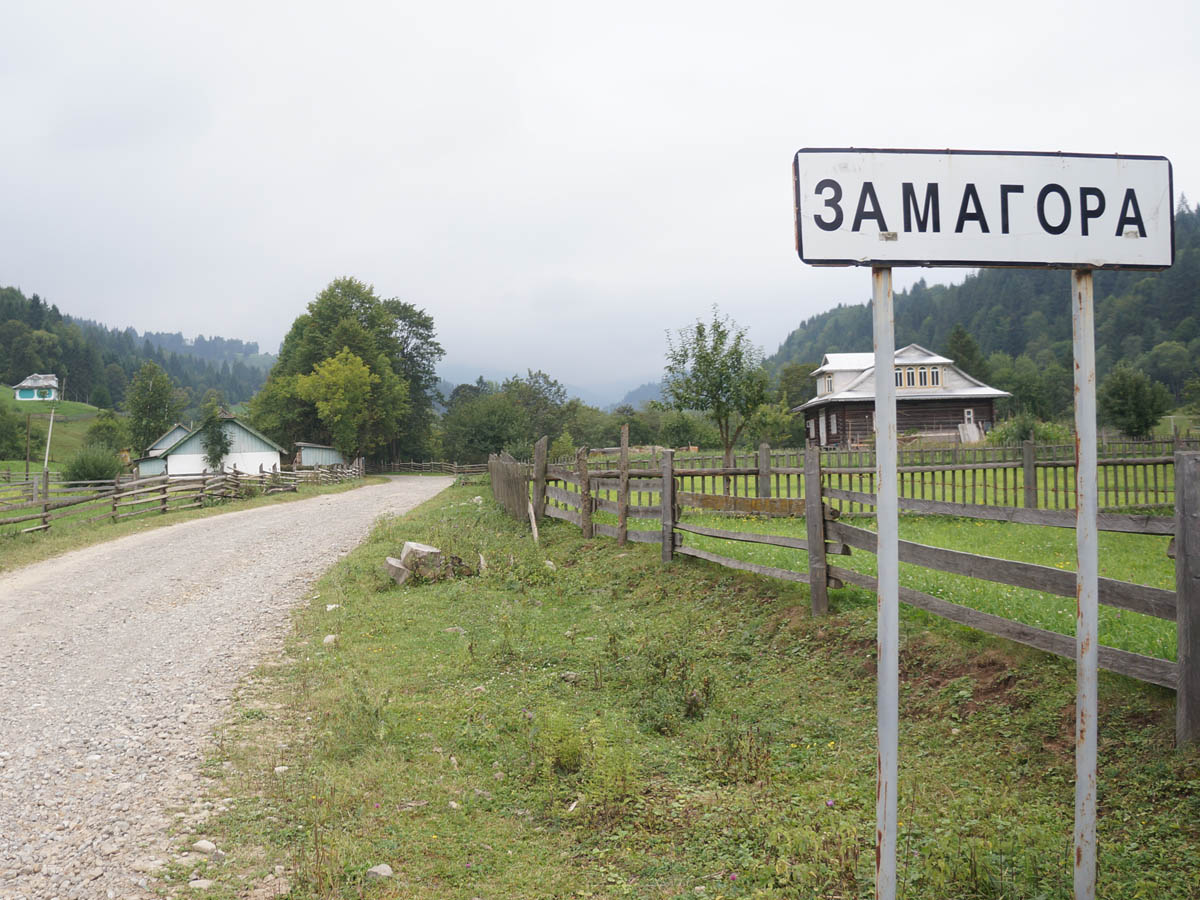

扎馬霍拉（羅馬化：Zamahora）是烏克蘭的村落，位於該國西部伊萬諾-弗蘭科夫斯克州，由韋爾霍維納區負責管轄，處於里奇卡河畔，始建於1993年，面積14平方公里，2001年人口1,185。